# Атарша
Атарша (баш. Атарша) — село в Белокатайском районе Республики Башкортостан Российской Федерации. Административный центр Атаршинского сельсовета.

## География

### Географическое положение
Расстояние до:
- районного центра (Новобелокатай): 14 км,
- ближайшей ж/д станции (Ункурда): 50 км.

## История
10 сентября 2007 года село Атаршинской фермы совхоза переименовано в Атарша.

## Население
| 2002 | 2009 | 2010 |
| ---- | ---- | ---- |
| 404  | ↗441 | ↘375 |

## Религия
В деревне есть мечеть.